# Grapska Gornja
Grapska Gornja ist eine Siedlung in der Gemeinde Doboj der Republik Srpska in Bosnien und Herzegowina.

## Bevölkerungsentwicklung
|                  | 2013            | 1991             | 1981              | 1971              |
| ---------------- | --------------- | ---------------- | ----------------- | ----------------- |
| Gesamt           | 1.448 (100,0 %) | 2.297 (100,0 %)  | 2.211 (100,0 %)   | 1.958 (100,0 %)   |
| Bosniaken        | 1.415 (97,72 %) | 2.260 (98,39 %)1 | 2.134 (96,52 %) 1 | 1.875 (95,76 %) 1 |
| Serben           | 31 (2,141 %)    | 27 (1,175 %)     | 37 (1,673 %)      | 73 (3,728 %)      |
| Kroaten          | 1 (0,069 %)     | –                | 1 (0,045 %)       | 1 (0,051 %)       |
| Nicht deklariert | 1 (0,069 %)     | –                | –                 | –                 |
| Jugoslawen       | –               | 6 (0,261 %)      | 37 (1,673 %)      | 1 (0,051 %)       |
| Andere           | –               | 4 (0,174 %)      | 2 (0,090 %)       | 7 (0,358 %)       |
| Mazedonier       | –               | –                | –                 | 1 (0,051 %)       |